# إيمرسون باربوسا رودريغوس دوس سانتوس
إيمرسون باربوسا رودريغوس دوس سانتوس هو لاعب كرة قدم برازيلي في مركز الدفاع، ولد في 18 أغسطس 1998 في Cacoal ‏ في البرازيل. لعب مع نادي سانتوس.

## وصلات خارجية
- إيمرسون باربوسا رودريغوس دوس سانتوس على موقع قاعدة بيانات كرة القدم.إي يو (الإنجليزية)